# Lijst van Bombinatoridae
Onderstaand een lijst van alle soorten kikkers uit de familie Bombinatoridae. De lijst is gebaseerd op Amphibian Species of the World.
- Soort Barbourula busuangensis
- Soort Barbourula kalimantanensis
- Soort Bombina bombina
- Soort Bombina maxima
- Soort Bombina microdeladigitora
- Soort Bombina orientalis
- Soort Bombina variegata